# Karl-Franzens-Universität Graz
Karl-Franzens-Universität Graz (KFU), også kaldet Universität Graz, er det største og ældste universitet i Graz, Østrig. Det blev grundlagt efter ordre fra den tysk-romerske kejser Rudolf 2., men er opkaldt efter ærkehertug Karl 2. af Innerösterreich og kejser Frans 1. af Østrig.
Universitetet havde tidligere et medicinsk fakultet, men d. 1. januar 2004 løsrev det sig og blev til Medizinische Universität Graz.